# Ентолома весняна
Ентолома весняна (Entoloma vernum S.Lundell 1937) — вид грибів родини ентоломові (Entolomataceae), роду ентолома (Entoloma).

## Будова
Шапинка тонкомясиста, 2,5-5 см в діаметрі, ширококонусовидна, або дзвіночкоподібна із горбиком по центру, шовковидно-блискуча, від оливково-коричневого і сіро-коричневого до чорно-коричневого кольору, інколи з червонуватим відтінком.
Гіменофор пластинчатий. Пластинки прирослі — блідо-сірі, потім сіро-червоні. Споровий порошок рожевий.
Ніжка 3-8 см довжиною і 0,3-0,5 см товщиною, волокниста. Забарвлення того ж відтінку, що і шапинка, але світліше.
М'якуш білуватий, крихкий, без вираженого запаху.

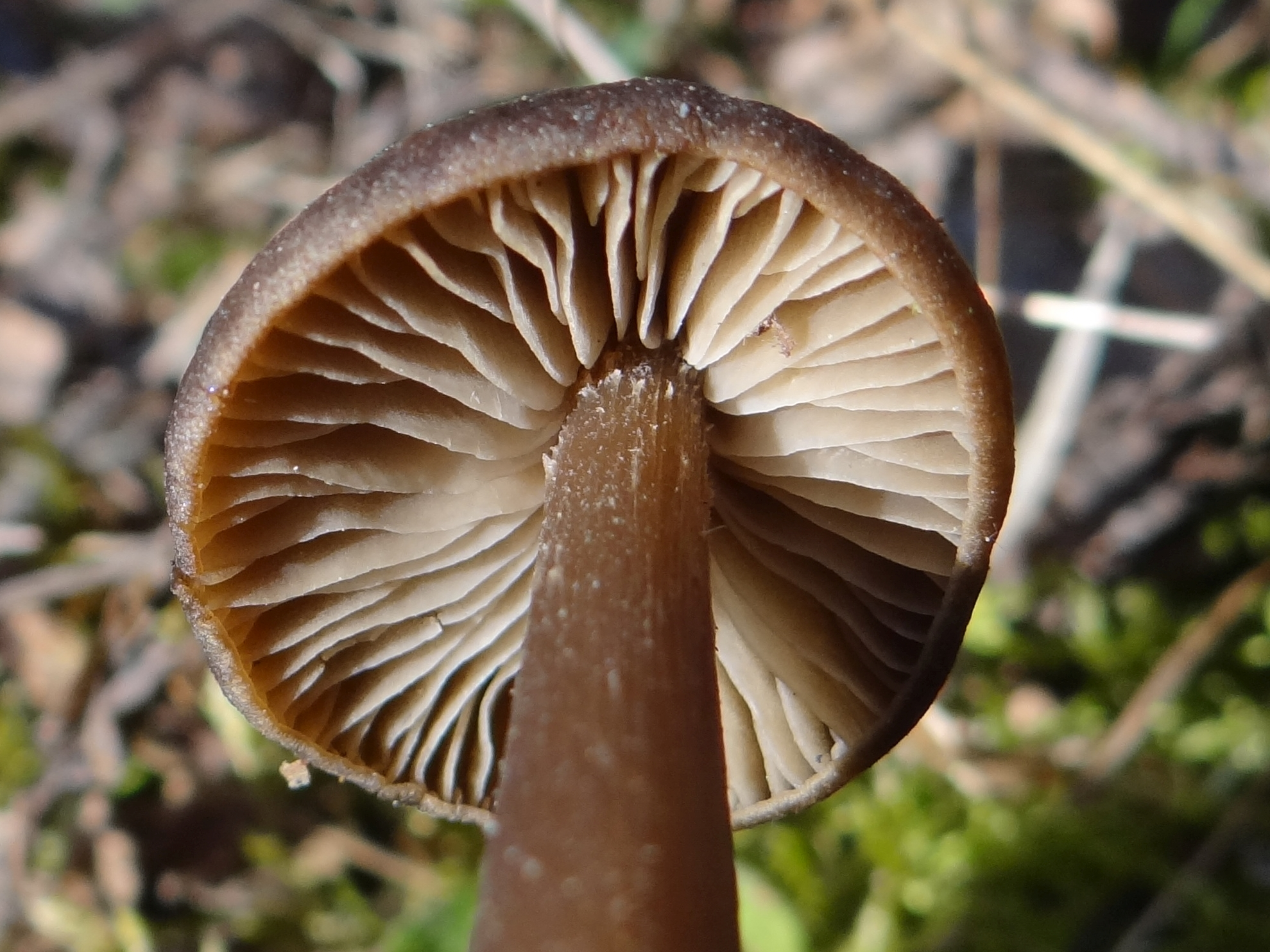
Гіменофор Ентоломи садової

## Поширення та середовище існування
Росте на землі, в траві, в тих же умовах, що і ентолома садова, в листяних лісах, інколи зустрічається в хвойних лісах у травні, червні; поодиноко або групами.

## Практичне використання
Отруйний гриб.